# Scopula adornata
Scopula adornata là một loài bướm đêm trong họ Geometridae.